# Nederlandsche Kultuurraad
De Nederlandsche Kultuurraad (NKR) was een gremium, dat vanaf 1942 tot mei 1945 poogde wetenschappelijk en cultureel Nederland ontvankelijk te maken voor het nationaalsocialisme.

## Achtergrond
Op verzoek van Seyss-Inquart belastte de Nederlandse hoogleraar archeologie prof. dr. G.A.S. Snijder zich met de voorbereidende werkzaamheden die moesten leiden tot de oprichting van de NKR. Het was de bedoeling dat de NKR zich tot wetenschappelijk en cultureel Nederland zou wenden met de oproep 'om met eigen aard en eigen kracht en vooral met vastberaden goede wil onze plaats in te nemen in de volkerenorganisatie waartoe wij krachtens onze afkomst en ons wezen behoren. De gehele werkzaamheid van de Nederlandsche Cultuurraad wordt gedragen door de overtuiging dat een nieuwe orde en een nieuw ritme zich in Europa aankondigen'. In eerste instantie dacht Snijder, naast zichzelf, aan de volgende personen als lid van de NKR: dr. T. Goedewaagen, F.E. Farwerck, Musserts adviseur voor volkskundige aangelegenheden, J.C. Nachenius, kunstschilder te Bennekom en nationaalsocialistisch theoreticus, dr. J. Smit, rector van het Hervormd Lyceum te Amsterdam, en dr. F.A.J. Vermeulen, ambtenaar van het Rijksbureau voor Monumentenzorg. Omdat Farwerck bleek in het verleden verbonden te zijn geweest aan de Vrijmetselarij verving Snijder hem door prof. dr. J. de Vries en Dirk Hannema, directeur van het museum Boijmans te Rotterdam.

## Inrichting
Eind juni 1941 was door de afdeling Reichssetzung van het commissariaat-generaal van Verwaltung und Justiz het eerste ontwerp gemaakt voor de instelling van de Nederlandsche Kultuurraad. Op 25 november 1941 vond de benoeming van Snijder als zijn president plaats. De Nederlandsche Kultuurraad werd officieel geïnstalleerd op 11 februari 1942 in de kunstenaarssociëteit Pulchri Studio in Den Haag. Opvallend was dat het Kultuurraad geworden was, en niet Cultuurraad, zoals dat in het Nederlands zou moeten worden geschreven. Ook hiervoor was Snijder verantwoordelijk, want begin november 1941 had hij Seyss-Inquart laten weten: "Wie nu nog aan de C blijft vasthouden, distantieert hierdoor bewust de Nederlandse van de Duitse kultuur". In de raad gold, zoals in alle nazistische organisaties, het zogenaamde "leidersbeginsel" (Duits: "Führerprinzip") waarbij de president alle besluiten nam, nadat hij de opinies van de raadsleden tot zich had genomen. De raad was in positie en bevoegdheden gelijkgesteld aan een ministerie. De raad had tot taak het Nederlandse culturele leven gade te slaan, met adviezen te ondersteunen en door initiatieven op te wekken. Dit zou moeten gebeuren op de volgende gebieden: beeldende kunst, architectuur, kunstnijverheid, muziek, letterkunde, theater, dans, film, omroep, wetenschappelijk onderzoek, Volkstumpflege, monumentenzorg, natuurbescherming, museumwezen en heemkunde. De twee departementen waaronder al deze zaken vielen, waren verplicht adviezen te vragen aan de raad. Andere departementen konden ook ongevraagd adviezen krijgen en moesten deze dan serieus overwegen. Bij verschil van mening zou de Rijkscommissaris, Seyss-Inquart, beslissen. Snijder legde er steeds de nadruk op dat vooral 'Volkstumpflege' belangrijk was. Dat betekende zorg voor die waarden, waardoor een volk van nature verbonden was en bleef.

## Leden
De verordening die de Kultuurraad in het leven riep, schreef voor dat hij minstens twintig leden zou moeten tellen. Snijder vond de volgenden bereid tot de raad toe te treden:
1. Henk Badings, componist
2. Henri Boot, schilder
3. dr. T. de Bruin, fysicus
4. Jaap Gidding, schilder
5. ir. Jan Gratama, architect
6. Nico de Haas, journalist, fotograaf en graficus
7. dr. Dirk Hannema, directeur van het Museum Boijmans te Rotterdam
8. ir. W.F. van Heemskerk Düker
9. Reinier van Houten, uitgever
10. prof. dr. J. Jeswiet
11. prof. dr. J.M.N. Kapteyn
12. dr. Hendrik Krekel, hoogleraar in de wijsbegeerte van de geschiedenis
13. mr. Adriaan Meerkamp van Embden, rijksarchivaris van de provincie Zeeland
14. Willem Mengelberg, dirigent
15. dr. Frederik Muller Jzn
16. S.J. van der Molen
17. J.C. Nachenius, schilder
18. Johan Polet, beeldhouwer
19. dr. Duco Gerold Rengers Hora Siccama
20. prof. dr. Franciscus Roels
21. prof. dr. Hugo Visscher, oud-hoogleraar
22. prof. dr. Jan de Vries, germanist, vicepresident

Al deze personen waren op zijn minst als 'pro-Duits' te kenmerken. De eerste raadsvergadering vond plaats op 3 december 1941 en de laatste medio juni 1944.

## Oordeel
In zijn bestaan heeft de Nederlandsche Kultuurraad slechts vijf vergaderingen gekend. Hoewel de raad de bescherming genoot van de machtige Seyss-Inquart, is er in de jaren van zijn bestaan niets blijvends of opmerkenswaards uit zijn handelen ontstaan.
 Portaal: Fascisme en nationaalsocialisme in Nederland · Fascisme · Nationaalsocialisme
1. ↑  Beeldbank. beeldbankwo2.nl. Geraadpleegd op 28 april 2024.